# Kønnet formering
 Der er for få eller ingen kildehenvisninger i denne artikel, hvilket er et problem. Du kan hjælpe ved at angive troværdige kilder til de påstande, som fremføres i artiklen.

Kønnet formering kaldes det, når et nyt medlem af en art opstår ved, at arveanlæggene fra forældrene blandes. Det forstås ofte sådan, at individer inden for en bestemt art enten må være hanlige eller hunlige, men det er ikke hele sandheden. Hos planterne er det mest almindeligt, at individet bærer både hanlige og hunlige kønskarakterer. Hos svampene er individerne kønsløse, En spore kan danne en ny organisme, når hyfer fra et individ tilfældigt møder hyfer fra et andet individ, kan der dannes hyfer, der i stand til at formere sig kønnet, de fleste af de svampe vi ser har desuden den mærkværdighed at de ofte lever i lang tid med 2 cellekerner. Endelig er mange arter af snegle og orme tvekønnede, selv om de gennemfører parring.
Resultatet af en kønnet formering er, at hvert individ bliver bærer af 2 sæt kromosomer. Den kønnede formering har været en succesrig fremgangsmåde. Den er opstået hos kønsløse encellede eukaryoter, som har formeret sig med kønsløse haploide sporer. Og den har været forudsætningen for udviklingen af dyr, planter, svampe og mange andre organismer.
Det ældste bevis for kønnet formering findes i fossiler af flercellede organismer fra Stenianperioden i Prækambrium for mellem 1 og 1,2 milliarder år siden.

## Eksterne links
- Ingen sex i 1,5 millioner år